# Comitatul Louth
Louth (în irlandeză Contae Lú) este un comitat din Irlanda.